# Municipio de Cottonwood (Illinois)
El municipio de Cottonwood (en inglés: Cottonwood Township) es un municipio ubicado en el condado de Cumberland, Illinois, Estados Unidos. Según el censo de 2020, tiene una población de 485 habitantes.

## Geografía
El municipio de Cottonwood se encuentra ubicado en las coordenadas 39°20′25″N 88°14′27″O / 39.34028, -88.24083. Según la Oficina del Censo de los Estados Unidos, el municipio tiene una superficie total de 84.8 km².

## Demografía
Según el censo de 2010, había 521 personas residiendo en el municipio de Cottonwood. La densidad de población era de 6,15 hab./km². De los 521 habitantes, el municipio de Cottonwood estaba compuesto por el 98,08 % blancos, el 0,19 % eran afroamericanos, el 0,19 % eran amerindios, el 0,58 % eran asiáticos y el 0,96 % eran de una mezcla de razas. Del total de la población el 0,77 % eran hispanos o latinos de cualquier raza.